# Episodi di Chi la fa, l'aspetti! - Iznogoud
Questa è una lista di episodi della serie televisiva a cartoni animati Chi la fa, l'aspetti! - Iznogoud (Iznogoud), trasmessa originalmente in Francia. In Italia è apparsa sulle reti Mediaset (Canale 5 e Italia 1) a partire dal 1996.
| Episodio n. | Titolo italiano Italia                  | Titolo originale Stati Uniti    | Titolo francese Francia          | Prima TV Francia | Prima TV Italia  |
| ----------- | --------------------------------------- | ------------------------------- | -------------------------------- | ---------------- | ---------------- |
| 1           | Il letto a scomparsa                    | The Hideaway Bed                | Le lit escamoteur                | 11 ottobre 1995  | 21 novembre 1996 |
| 2           | Giù il cappello                         | Hats Off!                       | Chapeau !                        | 1995             | 21 novembre 1996 |
| 3           | Il catalogo magico                      | The Magic Catalogue             | Le catalogue magique             | 1995             | 23 novembre 1996 |
| 4           | Quattro passi nel futuro                | Hopping Back to the Future      | Des astres pour Iznogoud         | 1995             | 23 novembre 1996 |
| 5           | Stelle del firmamento                   | Iznogoud's UnluckyStar          | Voyage officiel                  | 1995             | 26 novembre 1996 |
| 6           | Lo studente                             | Iznogoud's Student              | L'élève d'Iznogoud               | 1995             | 26 novembre 1996 |
| 7           | A me gli occhi                          | Big Eyes                        | Les yeux gros                    | 1995             | 28 novembre 1996 |
| 8           | La macchina del tempo                   | The Time Machine                | La machine à remonter le temps   | 1995             | 28 novembre 1996 |
| 9           | Una rana a palazzo                      | Croaking the Night Away         | Ça grenouille dans le Califat    | 1995             | 29 novembre 1996 |
| 10          | L'elisir magico                         | One of the Road                 | La bonbonne de Gazbutahn         | 1995             | 29 novembre 1996 |
| 11          | Visita di stato                         | State Visit                     | Conte de fée                     | 1995             | 30 novembre 1996 |
| 12          | Ai poster l'ardua sentenza              | The Mysterious Poster Hanger    | Le mystérieux colleur d'affiches | 1995             | 30 novembre 1996 |
| 13          | Picnic nel deserto                      | The Pic-Nic                     | Le pique-nique                   | 1995             | 2 dicembre 1996  |
| 14          | Il sosia                                | The Sultan's Double             | Le sosie                         | 1995             | 2 dicembre 1996  |
| 15          | La pozione                              | The Western Potion              | Le philtre occidental            | 1995             | 3 dicembre 1996  |
| 16          | Il genio                                | The Genie                       | Le génie                         | 1995             | 3 dicembre 1996  |
| 17          | Ti ricoprirò d'oro                      | Goldfingers                     | Le terrible doreur               | 1995             | 4 dicembre 1996  |
| 18          | In incognito                            | Incognito                       | Incognito                        | 1995             | 4 dicembre 1996  |
| 19          | Una melodia da cani                     | It's a Dog's Tune               | La flûte à toutous               | 1995             | 5 dicembre 1996  |
| 20          | Il computer pazzo                       | A Wonderful Machine             | La machine géniale               | 1995             | 5 dicembre 1996  |
| 21          | Il diamante maledetto                   | The Curse of the Diamond        | Le diamant de malheur            | 1995             | 6 dicembre 1996  |
| 22          | Incontri ravvicinati di uno strano tipo | Close Encounters of an Odd Kind | Magie-fiction                    | 1995             | 6 dicembre 1996  |
| 23          | La sfida                                | The Challenge                   | Le défi                          | 1995             | 7 dicembre 1996  |
| 24          | A spasso con gli sci nel Sultanato      | Slip Sliding in the Sultanate   | Sports dans le Califat           | 1995             | 7 dicembre 1996  |
| 25          | Una crociera folle                      | The Crazy Cruise                | La croisière du Calife           | 1995             | 9 dicembre 1996  |
| 26          | La mosca Tze-Tze                        | Watch Out! There's a Fly About  | Le chassé-croisé                 | 1995             | 9 dicembre 1996  |
| 27          | L'isola dei giganti                     | Giant's Island                  | L'île des géants                 | 1995             | 10 dicembre 1996 |
| 28          | Scandalo a corte                        | Tall Tales                      | Scandale au Califat              | 1995             | 10 dicembre 1996 |
| 29          | La lezione del sultano                  | Elections in the Sultanate      | Élections au Califat             | 1995             | 11 dicembre 1996 |
| 30          | Il museo delle cere                     | The Wax Museum                  | Le musée de cire                 | 1995             | 11 dicembre 1996 |
| 31          | Il genio dello specchio                 | The Genie of the Mirror         | La miroir au zalouett            | 1995             | 12 dicembre 1996 |
| 32          | Una strana pozione                      | The Memory Potion               | Le talisman du Tartare           | 1995             | 12 dicembre 1996 |
| 33          | Sogni d'oro                             | Sweet Dreams                    | La marelle maléfique             | 1995             | 13 dicembre 1996 |
| 34          | Una bella favola                        | A Fairy Tale                    | Le dodo fatal                    | 1995             | 13 dicembre 1996 |
| 35          | Scambio di personalità                  | Musical Chairs                  | La route qui ne va nulle part    | 1995             | 14 dicembre 1996 |
| 36          | Il puzzle magico                        | The Magic Puzzle                | La figurine magique              | 1995             | 14 dicembre 1996 |
| 37          | Vacanze al mare                         | In the Summertime               | Les vacances d'été               | 1995             | 16 dicembre 1996 |
| 38          | Lo scettro del sultano                  | The Sultan's Sceptre            | Le sceptre du Calife             | 1995             | 16 dicembre 1996 |
| 39          | Lo pozione dello sceicco                | The Sheikh's Potion             | La potion du Cheik               | 1995             | 17 dicembre 1996 |
| 40          | La giornata dei pazzi                   | Nut's Day                       | Le jour des fous                 | 1995             | 17 dicembre 1996 |
| 41          | Il ritratto del sultano                 | The Sultan's Portrait           | Noirs dessins                    | 1995             | 18 dicembre 1996 |
| 42          | Il misterioso unguento                  | The Mysterious Ointment         | L'onguent mystérieux             | 1995             | 18 dicembre 1996 |
| 43          | Lo struzzo dalle uova d'oro             | Iznogoud's Nest Eggs            | Les œufs d'Ur                    | 1995             | 19 dicembre 1996 |
| 44          | Vicolo cieco                            | The Road to Nowhere             | Le marchand d'oubli              | 1995             | 19 dicembre 1996 |
| 45          | La minaccia invisibile                  | The Menace Thread               | L'invisible menace               | 1995             | 20 dicembre 1996 |
| 46          | Il tappeto magico                       | The Magic Carpet                | Le tapis magique                 | 1995             | 20 dicembre 1996 |
| 47          | La scatola magica                       | Magic Memories                  | La boîte à souvenirs             | 1995             | 21 dicembre 1996 |
| 48          | L'isola dei souvenir                    | Souvenir's Island               | L'île des souvenirs              | 1995             | 21 dicembre 1996 |
| 49          | Il labirinto                            | The Maze                        | Le labyrinthe                    | 1995             | 23 dicembre 1996 |
| 50          | Il genio della palude                   | Mean Genie                      | Le dissolvant malfaisant         | 1995             | 23 dicembre 1996 |
| 51          | La caccia alla tigre                    | The Tiger Hunter                | La chasse au tigre               | 1995             | 24 dicembre 1996 |
| 52          | La statuetta voodoo                     | A Hairy Statuette               | La tête de turc                  | 1995             | 24 dicembre 1996 |

## Il letto a scomparsa
- Titolo originale: The Hideaway Bed
- Trama:

## Giù il cappello
- Titolo originale: Hats Off!
- Trama:

## Il catalogo magico
- Titolo originale: The Magic Catalogue
- Trama:

## Quattro passi nel futuro
- Titolo originale: Hopping Back to the Future
- Trama:

## Stelle del firmamento
- Titolo originale: Iznogoud's Unlucky Star
- Trama:

## Lo studente
- Titolo originale: Iznogoud's Student
- Trama:

## A me gli occhi
- Titolo originale: Big Eyes
- Trama:

## La macchina del tempo
- Titolo originale: The Time Machine
- Trama

## Una rana a palazzo
- Titolo originale: Croaking the Night Away
- Trama:

## L'elisir magico
- Titolo originale: One for the Road
- Trama:

## Visita di stato
- Titolo originale: State Visit
- Trama: Il sultano avvisa il gran visir che sta per arrivare il sultano Motocan per una visita breve.

## Ai poster l'ardua sentenza
- Titolo originale: The Mysterious Poster Hanger
- Trama:

## Picnic nel deserto
- Titolo originale: The Pic-Nic
- Trama:

## Il sosia
- Titolo originale: The Sultan's Double
- Trama: Gran Bailam sembra convinto che il sultano abbia un sosia.

## Pozione dell'Ovest
- Titolo originale: The Western Potion
- Trama:

## Il genio
- Titolo originale: The Genie
- Trama:

## Ti ricoprirò d'oro
- Titolo originale: Goldfingers
- Trama:

## In incognito
- Titolo originale: Incognito
- Trama: Gran Bailam chiede al sultano di andare a passeggio in incognito, ma le cose non andranno così.

## Una melodia da cani
- Titolo originale: It's a Dog's Tune
- Trama:

## Il computer pazzo
- Titolo originale: A Wonderful Machine
- Trama:

## Il diamante maledetto
- Titolo originale: The Curse of the Diamond
- Trama: Per il compleanno del sultano, Gran Bailam prese un diamante maledetto da un mendicante che in realtà lui è un uomo ricco. Ma le cose andranno male.

## Incontri ravvicinati di uno strano tipo
- Titolo originale: Close Encounters of an Odd Kind
- Trama:

## La sfida
- Titolo originale: The Challenge
- Trama:

## A spasso con gli sci nel Sultanato
- Titolo originale: Slip Sliding in the Sultanate
- Trama:

## Una crociera folle
- Titolo originale: The Crazy Cruise
- Trama:

## La mosca Tze-Tze
- Titolo originale: Watch Out! There's a Fly About
- Trama:

## L'isola dei giganti
- Titolo originale: Giant's Island
- Trama:

## Scandalo a corte
- Titolo originale: Tall Tales
- Trama:

## La lezione del sultano
- Titolo originale: Elections in the Sultanate
- Trama:

## Il museo delle cere
- Titolo originale: The Wax Museum
- Trama:

## Il genio dello specchio
- Titolo originale: The Genie of the Mirror
- Trama: Nonostante Gran Bailam è pensieroso e triste, incontra un genio che vive in una dimora degli specchi.

## Una strana pozione
- Titolo originale: The Memory Potion
- Trama:

## Sogni d'oro
- Titolo originale: Sweet Dreams
- Trama:

## Una bella favola
- Titolo originale: A Fairy Tale
- Trama:

## Scambio di personalità
- Titolo originale: Musical Chairs
- Trama:

## Il puzzle magico
- Titolo originale: The Magic Puzzle
- Trama:

## Vacanze al mare
- Titolo originale: In the Summertime
- Trama:

## Lo scettro del sultano
- Titolo originale: The Sultan's Sceptre
- Trama:

## La pozione dello sceicco
- Titolo originale: The Sheikh's Potion
- Trama:

## La giornata dei pazzi
- Titolo originale: Nut's Day
- Trama:

## Il ritratto del sultano
- Titolo originale: The Sultan's Portrait
- Trama:

## Il misterioso unguento
- Titolo originale: The Mysterious Ointment
- Trama:

## Lo struzzo dalle uova d'oro
- Titolo originale: Iznogoud's Nest Eggs
- Trama:

## Vicolo cieco
- Titolo originale: The Road to Nowhere
- Trama:

## La minaccia invisibile
- Titolo originale: The Invisible Thread
- Trama: Per non vedere mai più il sultano, Gran Bailam incontra un mago che ha una parola magica per sparire.

## Il tappeto magico
- Titolo originale: The Magical Carpet
- Trama:

## La scatola magica
- Titolo originale: Magic Memories
- Trama: Un karateka giapponese regala a Gran Bailam una strana macchina fotografica che fa scomparire le persone trasformandole in ricordi.

## L'isola dei souvenir
- Titolo originale: Souvenir's Island
- Trama:

## Il labirinto
- Titolo originale: The Maze
- Trama: Al luna park, Gran Bailam scopre che un labirinto è proprio un'idea geniale per intrappolare il sultano.

## Il genio della palude
- Titolo originale: Mean Genie
- Trama: Gran Bailam ed El Salam vanno a trovare il genio che vive in una paluda sciolta.

## La caccia alla tigre
- Titolo originale: The Tiger Hunter
- Trama: Gran Bailam chiede al sultano di dare la caccia alla tigre feroce.

## La statuetta voodoo
- Titolo originale: A Hairy Statuette
- Trama: